# 7334 Sciurus
7334 Sciurus (1988 QV) là một tiểu hành tinh vành đai chính được phát hiện ngày 17 tháng 8 năm 1988 bởi A. Mrkos ở Klet.